# Detlef Ultsch
Detlef Ultsch, (* 7. listopadu 1955 Sonneberg, Německo) je bývalý reprezentant Východního Německa v judu. Je majitelem bronzové olympijské medaile.

## Sportovní kariéra
Judu se věnoval od 13 let v rodném městě. V roce 1974 se stal členem Dynama Hoppegarten (vrcholové sportovní centrum) nedaleko Berlína. Odsud měl cestu do reprezentace volnou. V roce 1976 si zajistil nominaci na olympijské hry v Montreálu, ale formu optimálně nevyladil a skončil v prvním kole.
V roce 1980 odjížděl na olympijské hry v Moskvě jako aktuální mistr světa, ale z předpokládaného finále proti Sovětu Jackevičovi nakonec sešlo. Ve čtvrtfinále mu čáru přes rozpočet udělal Kubánec Isaac Azcuy, resp. rozhodčí kteří ho verdiktem (hantei) poslali do oprav. Nakonec vybojoval bronzovou olympijskou medaili. V roce 1984 přišel kvůli bojkotu východního bloku o účast na olympijských hrách v Los Angeles. Jeho styl boje byl charakteristický pro střední Evropu. Primárním cílem bylo ustát soupeřovi nástupy, unavit ho a v závěru vybodovat kokou, jukem.
Po skončení sportovní kariéry pokračoval ve sportu jako trenér. Řadu let vedl německou reprezentaci. Je známý schopností vybrousit diamant i z méně nadaných sportovců.

## Výsledky
| Turnaj             | 1976         | 1977         | 1978         | 1979         | 1980         | 1981         | 1982         | 1983         |              |
| Turnaj             | 21           | 22           | 23           | 24           | 25           | 26           | 27           | 28           |              |
| Turnaj             | střední váha | střední váha | střední váha | střední váha | střední váha | střední váha | střední váha | střední váha | střední váha |
| ------------------ | ------------ | ------------ | ------------ | ------------ | ------------ | ------------ | ------------ | ------------ | ------------ |
| Olympijské hry     | úč.          |              |              |              | 3.           |              |              |              |              |
| Mistrovství světa  |              |              |              | 1.           |              | 3.           |              | 1.           |              |
| Mistrovství Evropy | 3.           | 3.           | 2.           | 3.           | 3.           | úč.          | 3.           | 3.           |              |